# Kainité
Kainité byla křesťanská gnostická sekta, která vznikla někdy ve 3. – 4. století ve starověkém Egyptě na základech učení sekty ofitů. Kaina považovala za prvního gnostika a vraždu Ábela vysvětlovala symbolicky (ztělesňoval slepou víru). Podle sv. Ireneje z Lyonu uctívali její členové Kaina a Jidáše a odmítali Bibli; údajně šlo o sektu s ofity totožnou.
Irenej také zmiňuje, že kainité vlastní a odvozují svou víru ze spisku zvaného Jidášovo Evangelium. Kainité považovali Jidáše za vůbec nejdůležitějšího Ježíšova učedníka.